# Костадин Палешутски
Костадин Любенов Палешутски е български историк, изследващ македонския въпрос.

## Биография
Костадин Палешутски е роден на 8 май 1939 година в село Скребатно. В началото на 90-те години на ХХ век година казва за опита да бъде македонизиран през детските му години:
| „ | ... но съм бил и повлиян от македонизма като ученик. Върху мен беше направен опит да ми се внедри македонско съзнание. И не само върху мене, върху цялото поколение между 50 и 60 години. | “ |

Завършва История в Софийския университет през 1962 година. Работи като учител в гр. Гоце Делчев през 1962-1964 година. Специализира в Белград и Загреб през 1966-1967 и в Москва през 1976 година. Кандидат на историческите науки от 1969 година.
През 1975 година е вербуван за секретен сътрудник на Държавна сигурност, като работи за ПГУ-ХVII, ПГУ-ХIV. Този факт става известен с решение № 230/ 16.06.2011 г. на Комисия по разкриване на досиетата. Преподавател е в ЮЗУ „Неофит Рилски“.